# Stora Sköndal

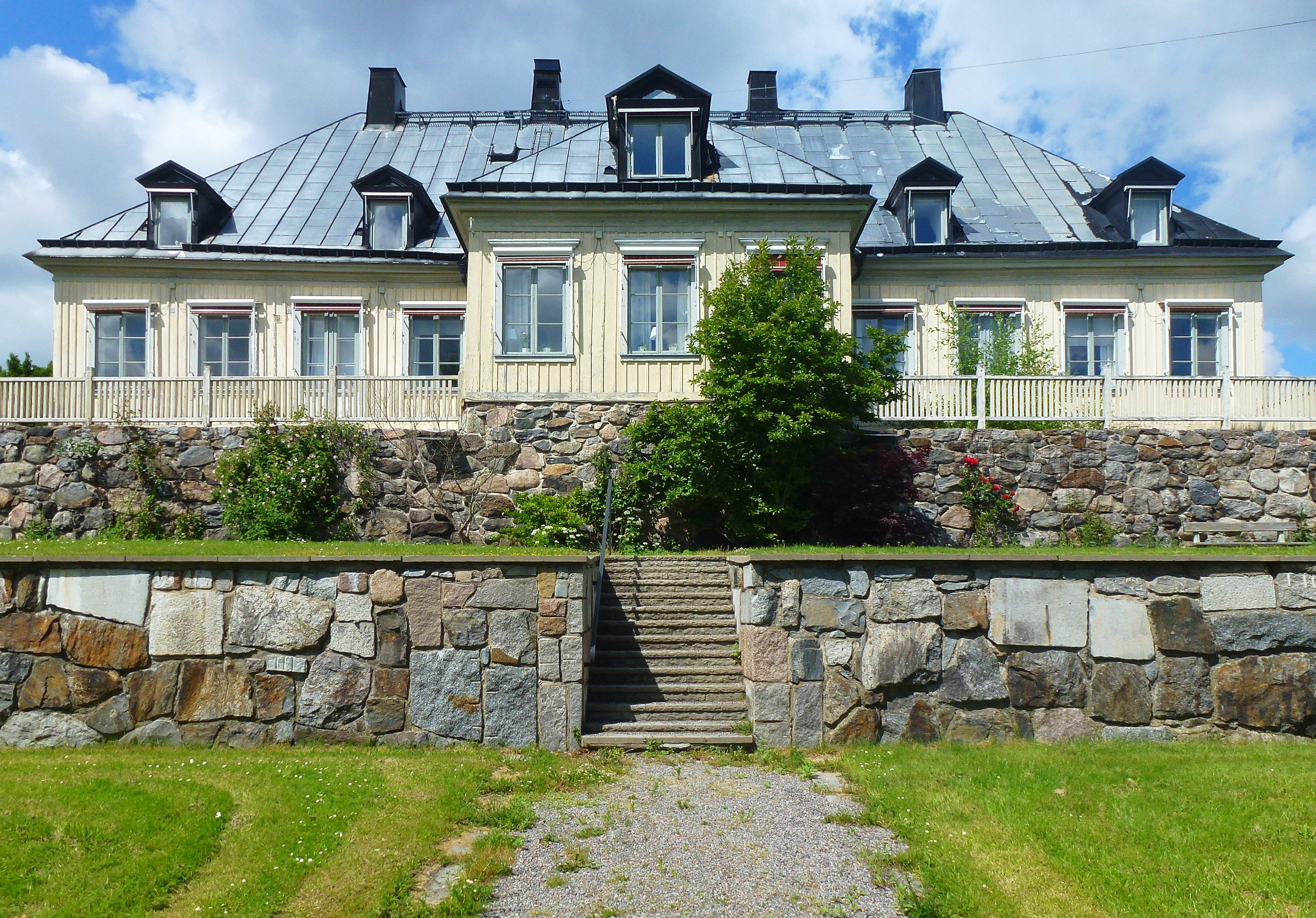
Stora Sköndals huvudbyggnad, 2015.

Stiftelsen Stora Sköndal är en idéburen och icke vinstutdelande organisation med verksamhet inom stöd, vård, omsorg, utbildning och forskning. Diakonisällskapet var tidigare huvudman för Stiftelsen Stora Sköndal och avvecklades 2014, men stiftelsen fortsätter att vara aktiv och utveckla sin verksamhet.
Stiftelsen utvecklar även området genom att bygga en ny stadsdel på platsen. Tillsammans med Ersta diakoni driver Stiftelsen Stora Sköndal idag Marie Cederschiöld högskola på Södermalm.
Stora Sköndal var från början en diakoniinstitution. Verksamheten grundades ursprungligen 1898 i Gävle med syftet att utbilda diakoner. År 1905 flyttades verksamheten till sin nuvarande plats i Sköndal,Stockholm där den fortfarande bedrivs idag utan diakonisällskapet som huvudman.

## Historik

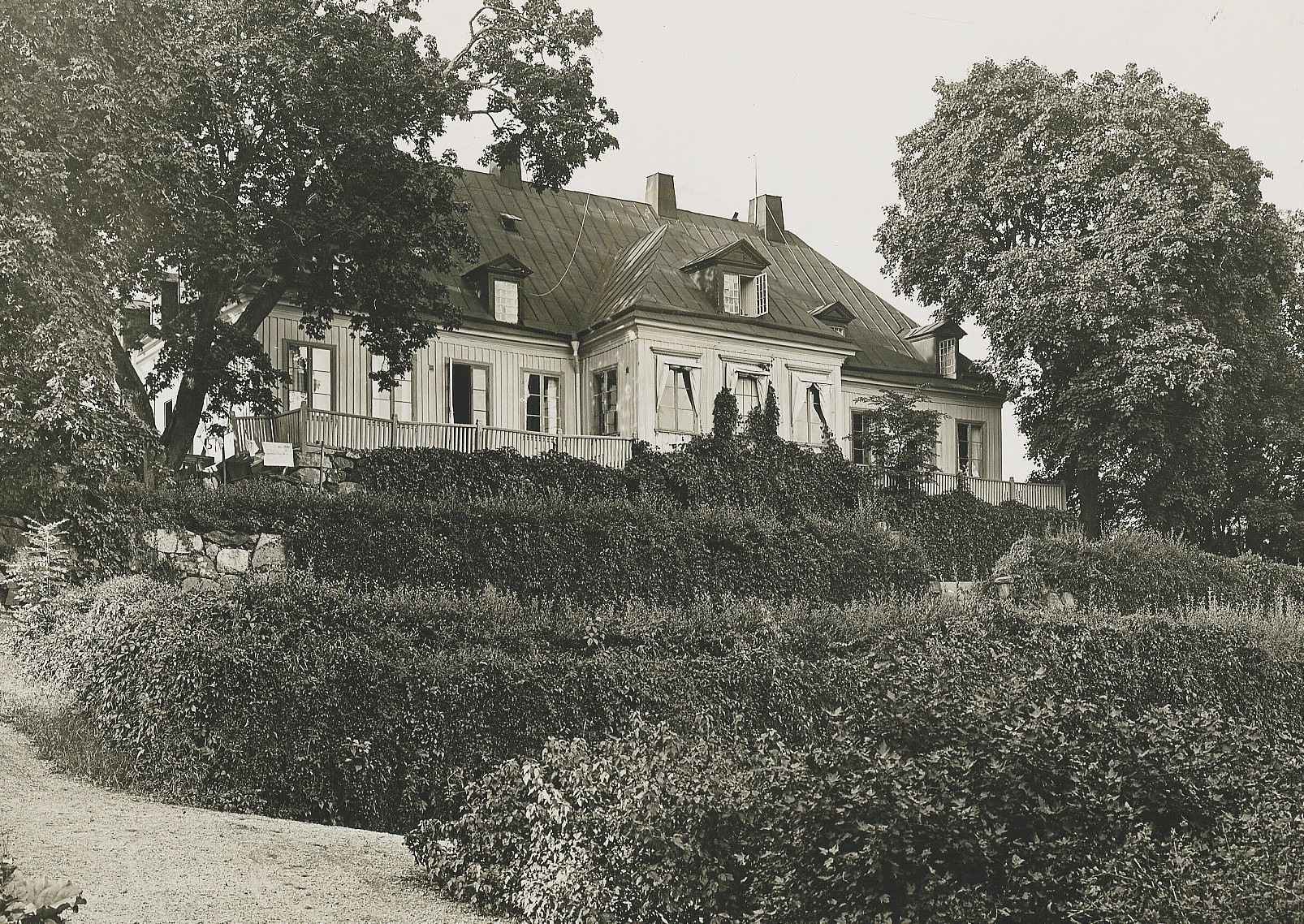
Stora Sköndal 1927.

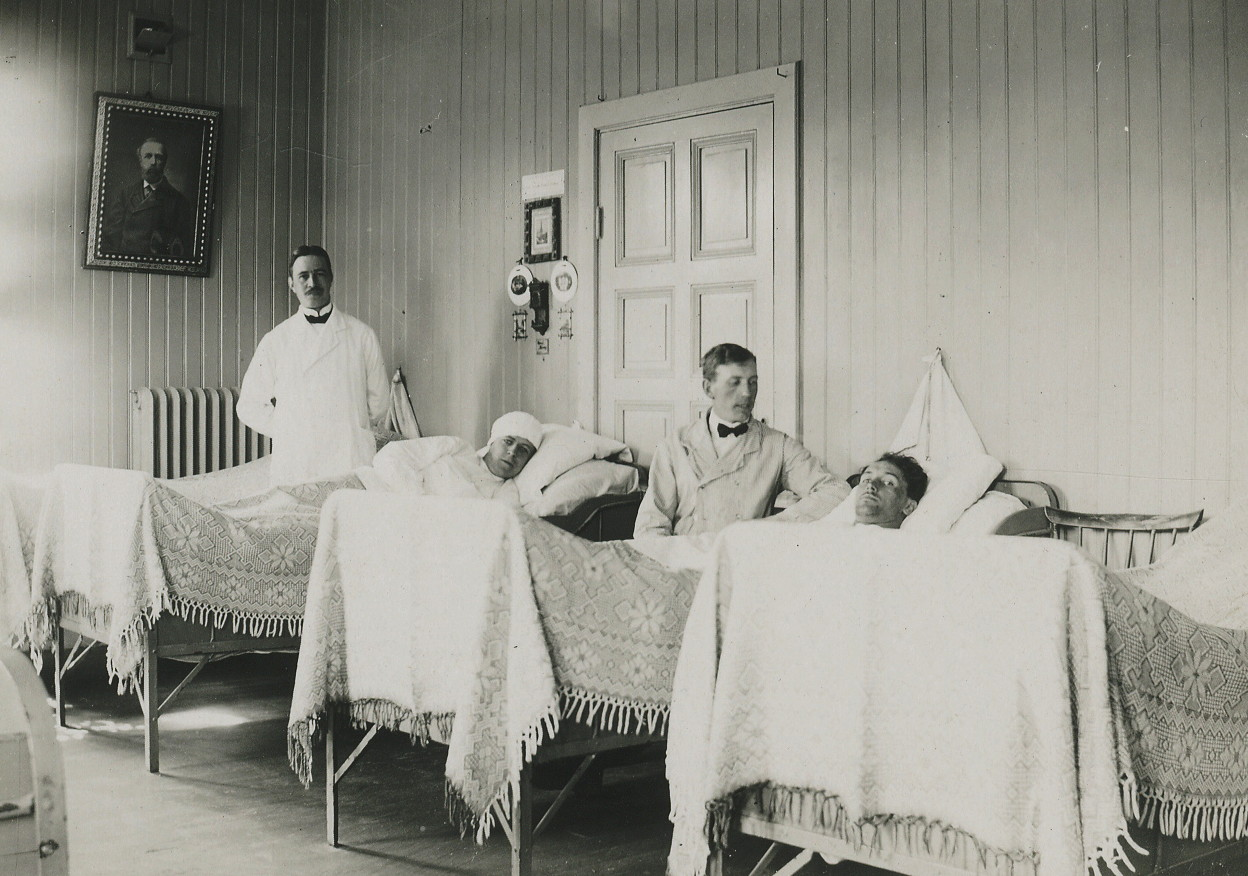
Stora Sköndal sjuksal.

Diakoniinstitutionen var ursprungligen en bondgård från järnåldern och framåt. Nära huvudbyggnaden finns två gravfält som troligen brukats under vendeltiden och vikingatiden. Äldsta skriftliga belägget för gården är från 1397, då namnet stavades Siondae. Senare stavningar är Søendhe, Siunda, Siöenda och Söndöö. På modern svenska blir det "Sjöända", vilket syftar på Drevvikens norra ände. Under drottning Kristina ändrades namnet till Sköndal och gården blev ett av hennes jaktslott. Den blev säteri år 1642.
Nuvarande huvudbyggnad uppfördes år 1686 på initiativ av assessorn Claes Henrik Grönhagen. Det rör sig här om en enplans träbyggnad med två korta mot norr framspringande flyglar. Taket är högt, valmat och täckt med plåt. Fasaderna är gulmålad panel med gråvita detaljer.
Byggnadens proportioner och de integrerade flygelutsprången talar för att en arkitekt anlitats. Hovarkitekten Jean de la Vallée var vid denna tid engagerad i moderniseringen av Grönhagens stenhus på Lilla Nygatan i Stockholm. Mycket talar för att han även anlitades vid utformningen av Stora Sköndal. Byggnaden på Stora Sköndal är blåklassad av Stockholms stadsmuseum, vilket anger "bebyggelse vars kulturhistoriska värde motsvarar fordringarna för byggnadsminnen i kulturminneslagen".
Från 1700-talet ägdes Sköndal av den adliga släkten Hildebrand. Då tillkom gårdarna Skönstavik och Sköndalsbro, som lydde under Stora Sköndal. Vid slutet av 1700-talet tillhörde gården Ulrik von Düben och hans hustru Ulrika Eleonora Hildebrand. 
År 1830 ändrades gårdens namn till Stora Sköndal. Det fanns även ett Lilla Sköndal, som före 1830 hette Stora Tallkrogen, och var ett värdshus vid Dalarövägen. Då tillhörde egendomen häradshövding J.M. Stridbeck, vars dotter Nanna blev gift med amiralitetskammarrådet Per Olof Bäckström.

## Diakonisällskapet förvärvar Sköndal
År 1905 förvärvades Stora Sköndals gård och mark av Svenska Diakonsällskapet, som grundades 1898 i Gävle. Ägorna var vid köptillfället ungefär 225 hektar stora. Sällskap sökte en plats för utbildning av manliga diakoner och vård av sjuka. Som mest omfattade sjukvården omkring 250 patienter. Mellan 1908 och 1917 drev Stora Sköndal en alkoholistanstalt. Efter 1948 fick även kvinnor utbilda sig. Huvudbyggnaden nyttjades fram till 1950-talet för kök och kontor. I huset fanns även en kyrksal och matsal samt bostäder för husmor, husfar, elever och kökspersonal. Vid den tiden var Stora Sköndal en lantegendom med levande jordbruk som bedrevs fram till 1940-talet. Kyrkogården stod klar 1909 och gravkapellet 1915. År 1929 invigdes Stora Sköndals kyrka där Svenska Diakonanstalten var byggherre och Hakon Ahlberg arkitekt. Numera finns en restaurang i huvudbyggnaden och på den kringliggande marken finns en lång rad nyare byggnader för stiftelsens verksamhet.
Diakonsällskapet upplöstes 2014. Stiftelsen Stora Sköndal bedriver idag verksamhet inom äldreomsorg, förskolor, primärvård, neurologisk rehabilitering, högskola samt omsorg om personer med funktionsnedsättning. Samtidigt pågår en omvandling av området till en ny stadsdel.

## Bilder

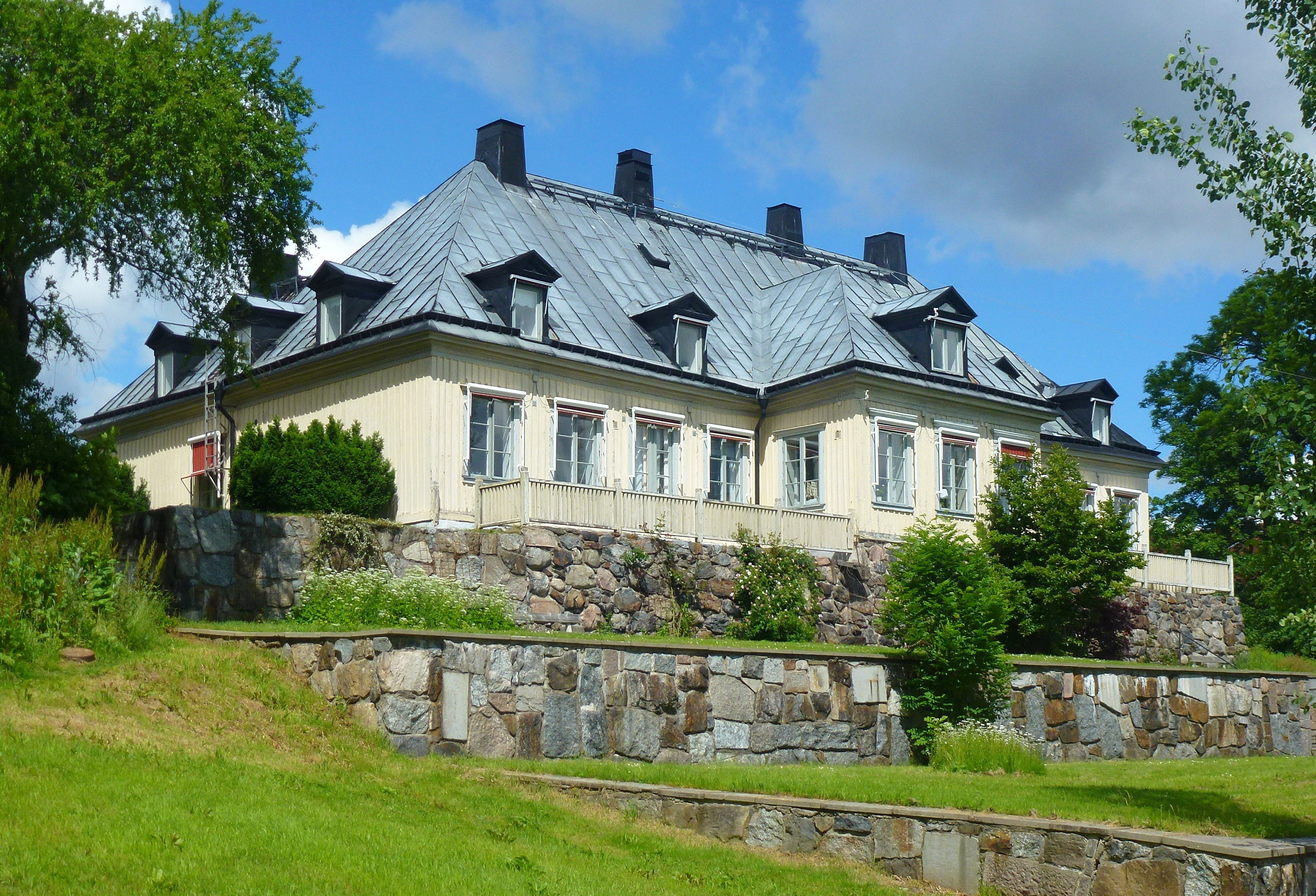
Huvudbyggnaden från syd
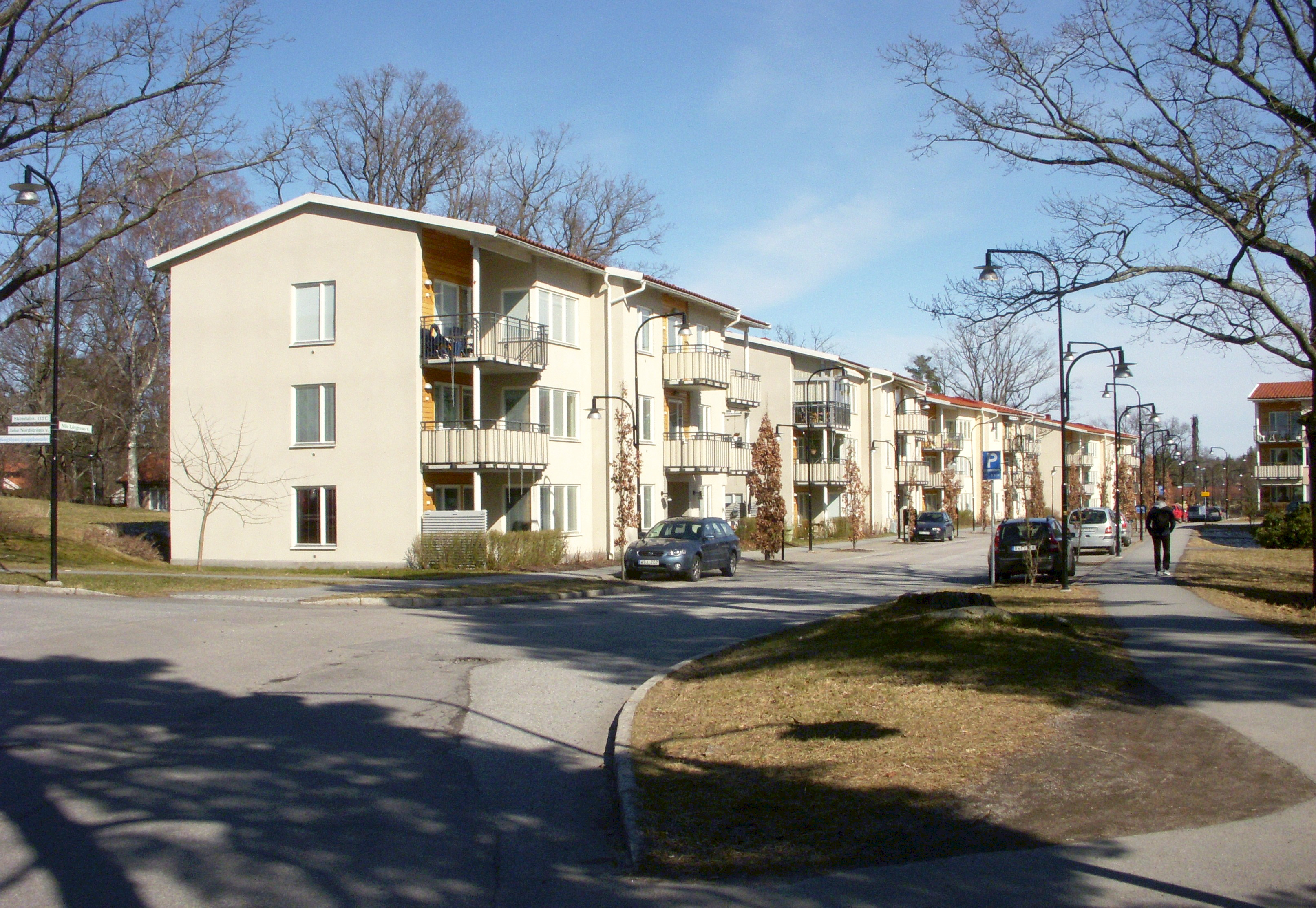
Lägenheter för vårdboende
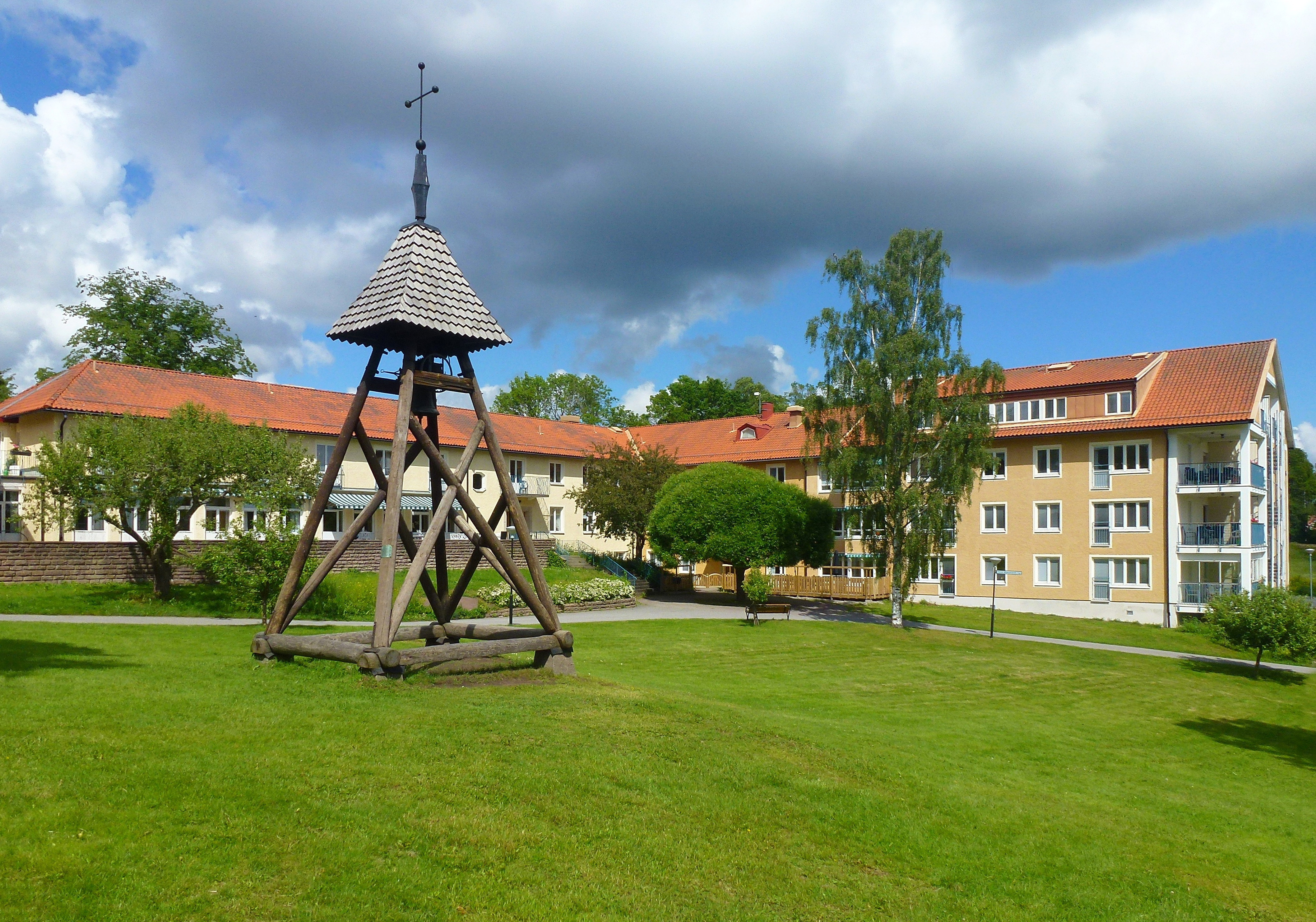
Kyrkbyns gästhem
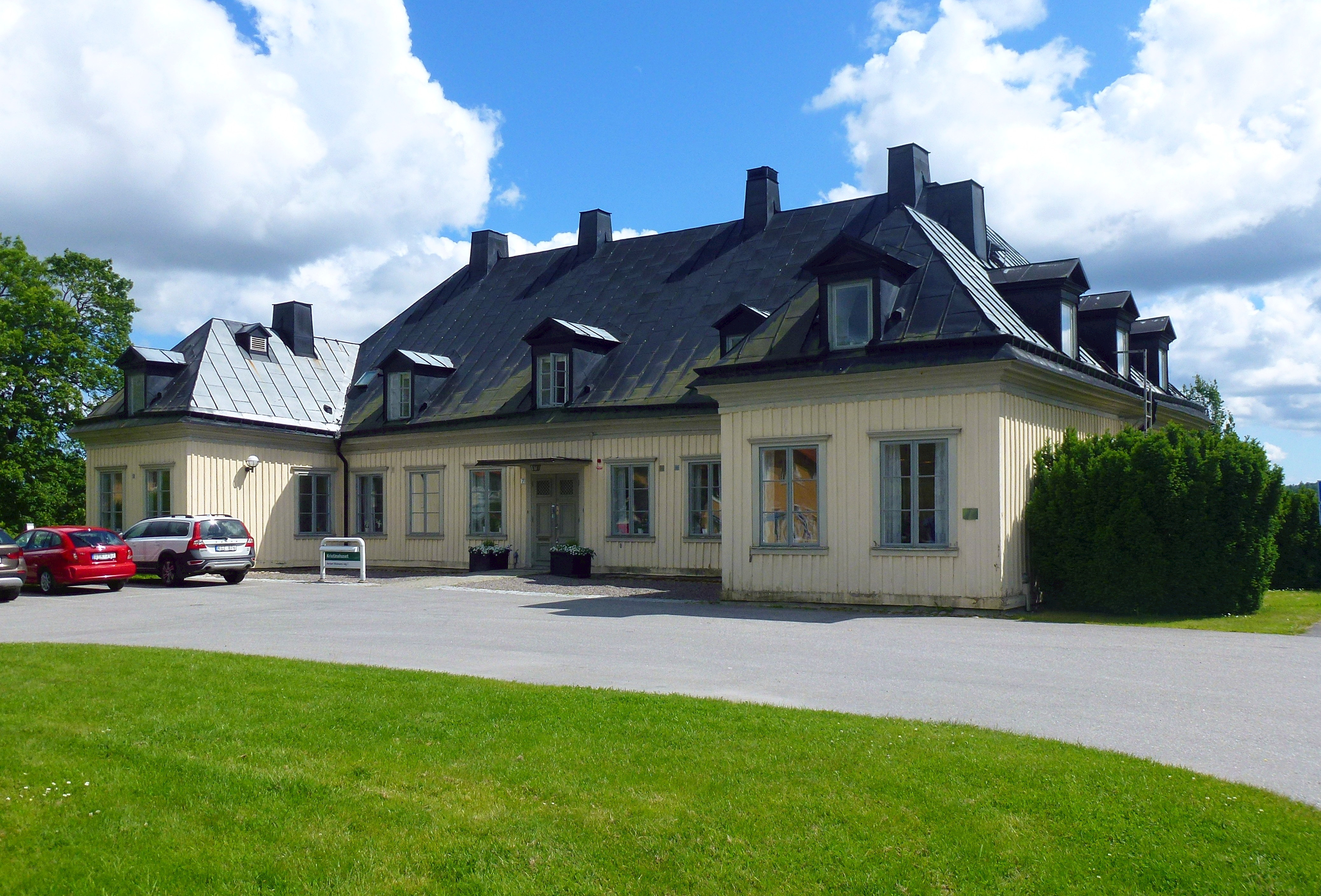
Huvudbyggnaden från norr